# Mar das Filipinas Ocidentais
O Mar das Filipinas Ocidentais (em inglês: West Philippine Sea) é o nome oficial dado pelo governo filipino à parte oriental do Mar da China Meridional, que inclui a zona económica exclusiva das Filipinas. O termo é também por vezes utilizado para se referir ao Mar da China Meridional como um todo.

## Etimologia e contexto
O termo "Mar das Filipinas Ocidental" tem sido usado internacionalmente desde pelo menos 1961 e é referenciado em artigos científicos sobre geologia e oceanografia. No entanto, foi originalmente usado para se referir à parte ocidental do Mar das Filipinas, localizada a leste do arquipélago filipino.
O uso inicial do termo "Mar das Filipinas Ocidental" pelo governo filipino foi no início de 2011, durante a administração do presidente Benigno Aquino III. 
Em junho de 2011, o representante de Akbayan, Walden Bello, apresentou uma resolução na Câmara dos Representantes instando o governo a considerar a mudança do nome do Mar da China Meridional para "Mar das Filipinas Ocidental". De acordo com Bello, o termo "Mar das Filipinas Ocidental " não carregava nenhuma delimitação espacial específica ou especificidade geográfica e pretendia refletir o fato de que o Mar da China Meridional não é um mar da China.  A proposta de renomear o mar recebeu apoio das Forças Armadas das Filipinas , que usam o nome "Mar das Filipinas Ocidental" desde meados dos anos 2000.
Isto foi codificado por uma ordem executiva em setembro de 2012, que determinou o uso do termo por departamentos, divisões, agências e instrumentos do governo filipino. Em setembro de 2012, o governo filipino anunciou que começaria a usar o nome "Mar das Filipinas Ocidental" para se referir às águas a oeste das Filipinas em cartas governamentais, comunicações oficiais e documentos. O uso do termo foi esclarecido como sendo limitado às águas dentro da zona econômica exclusiva das Filipinas.

### Prémio do Tribunal Permanente de Arbitragem de 2016
Em 12 de julho de 2016, o Tribunal Permanente de Arbitragem decidiu a favor das Filipinas em um caso de não nomenclatura. A decisão esclareceu: “O Tribunal não tinha poderes para, e não pretende, delimitar quaisquer fronteiras marítimas entre as Partes ou envolvendo outros Estados que fazem fronteira com o Mar da China Meridional.” O Tribunal também decidiu que a China não tem “direitos históricos” com base no mapa da Linha das Nove Raias.

## Esfera jurídica
Não existe uma delimitação precisa dos limites do território no Mar da China Meridional que constitui o Mar das Filipinas Ocidentais. A ordem administrativa que nomeou oficialmente o território definiu-o da seguinte forma:
As áreas marítimas no lado ocidental do arquipélago filipino são oficialmente chamadas de Mar das Filipinas Ocidentais. Essas áreas incluem o Mar de Luzon, bem como as águas ao redor e próximas do Grupo de Ilhas Calayan e do Bajo de Masinloc, também conhecido como os Skerries de Scarborough.

— Seção 1 da Ordem Administrativa nº 29 (2012)
Na lei filipina, o Mar das Filipinas Ocidental refere-se apenas às partes do Mar da China Meridional que o governo filipino considera parte da zona econômica exclusiva (ZEE) do país. A designação oficial deste território foi codificada através da Ordem Executiva nº 29, emitida pelo então presidente Benigno Aquino III em 5 de setembro de 2012. A ordem também faz referência ao Decreto Presidencial nº 1599, emitido em 1978 durante a administração de Ferdinando Marcos, que estabeleceu a zona econômica exclusiva das Filipinas, bem como a Lei da República nº 9522, conhecida como Lei de Fronteiras, aprovada em 2009 durante a administração da presidente Gloria Macapagal-Arroyo, que delineou os limites do arquipélago filipino.
A ordem administrativa afirma a reivindicação das Filipinas à sua zona económica exclusiva no Mar da China Meridional, o que transmite a posição do governo filipino de que tem direitos soberanos ao abrigo da Convenção das Nações Unidas sobre o Direito do Mar de 1982 sobre o Mar das Filipinas Ocidentais e "a autoridade e o direito inerentes a nomear os seus territórios marítimos com uma nomenclatura apropriada para efeitos do seu sistema nacional de cartografia".

## Uso
De acordo com a Ordem Executiva nº 29, a Agência Nacional de Mapeamento e Informação de Recursos (NAMRIA) é obrigada a usar o termo "Mar das Filipinas Ocidental" nos mapas produzidos e publicados pela agência. Outras agências governamentais também são obrigadas a usar o termo para promover seu uso tanto nacional quanto internacionalmente.
Antes do decreto, a agência meteorológica filipina PAGASA adotou o nome em 2011 para se referir às águas a oeste do país, continuando a usar o termo "Mar das Filipinas" para se referir às águas a leste do arquipélago.
O termo “Mar das Filipinas Ocidentais” tem sido por vezes utilizado para se referir a todo o Mar da China Meridional, embora esta utilização tenha sido condenada por ser incorrecta. 

Em 2025, o termo “Mar das Filipinas Ocidentais” começou a aparecer no Google Maps.